# Anici Auqueni Bas (cònsol 431)
Anici Auqueni Bas (en llatí Flavius Anicius Auchenius Bassus) (floruit 425-435) va ser un alt oficial de l'Imperi Romà d'Occident. Va ser nomenat cònsol pel senat occidental amb Antíoc Chuzon (Antiochus Chuzon) de l'Imperi Romà d'Orient com a col·lega. L'any 435 va ocupar per segona vegada el càrrec de prefecte del pretori d'Itàlia.
Auqueni Bas pertanyia a la gens Anícia, una antiga família romana. El seu pare es deia també Anici Auqueni Bas i va ser cònsol l'any 408.
L'any 425 va ocupar el càrrec de comes rerum privatarum, el funcionari encarregat de l'administració dels béns de l'emperador (no dels públics) a la cort occidental. L'any següent va ser prefecte del pretori, potser amb autoritat a tot Itàlia.
Va fer diverses acusacions contra el papa Sixt III. Quan l'emperador Valentinià III les va conèixer, va ordenar convocar un sínode per aclarir-les. El resultat va ser que el papa va destituir 56 bisbes.